# Kildeer
Kildeer é uma vila localizada no estado americano de Illinois, no Condado de Lake.

## Demografia
Segundo o censo americano de 2000, a sua população era de 3460 habitantes.
Em 2006, foi estimada uma população de 4065, um aumento de 605 (17.5%).

## Geografia
De acordo com o United States Census Bureau tem uma área de
9,1 km², dos quais 9,0 km² cobertos por terra e 0,1 km² cobertos por água.

## Localidades na vizinhança
O diagrama seguinte representa as localidades num raio de 8 km ao redor de Kildeer.